# Population 436
Population 436 är en amerikansk dramathriller från 2006 i regi av Michelle MacLaren. Huvudrollerna spelas av Jeremy Sisto, Fred Durst och Charlotte Sullivan.

## Handling
Steve Kady (Jeremy Sisto) får i uppdrag av USA:s statistikbyrå att undersöka den till synes idylliska småstaden Rockwell Falls, som sedan 1860 haft exakt 436 invånare. Kady får logi på en gård, där den unga, sköna Courtney Lovett (Charlotte Sullivan) bor med sin mor.

## Om filmen
Filmen spelades in i bland annat Roseisle i södra Manitoba i Kanada.

## Rollista i urval
- Jeremy Sisto – Steve Kady
- Fred Durst – polisman Bobby Caine
- Charlotte Sullivan – Courtney Lovett
- Leigh Enns – Kathy Most
- Monica Parker – Belma